# SEAT Arona
El SEAT Arona es un automóvil todocamino del segmento B que la marca española SEAT anunció en el Salón del Automóvil de París de 2016, y que se lanzó al mercado a finales de octubre de 2017. El nombre Arona hace referencia al municipio español de la isla de Tenerife, en las islas Canarias.
Tiene motor delantero transversal, tracción delantera y carrocería de cinco puertas. Tendrá entre sus rivales al Citroën C3 Aircross, Ford Ecosport, Fiat 500X, Honda HR-V, Kia Stonic, Opel Crossland X, Opel Mokka, Mazda CX-3, Mini Countryman, Nissan Juke, Peugeot 2008 y Renault Captur.

## Presentación
El SEAT Arona fue presentado oficialmente el 26 de junio de 2017 en Barcelona, y en septiembre de 2017 en el Salón del Automóvil de Frankfurt se anunció que el modelo ya se podía encargar en los concesionarios, llegando las primeras unidades entregadas para el mes de noviembre. El nuevo SEAT Arona está desarrollado con la plataforma MQB A0 que estrenó el SEAT Ibiza de quinta generación, pues tiene rasgos de diseño similar a este pero en un concepto SUV, de menores dimensiones que el SEAT Ateca.
La parte frontal es similar al Ibiza, pues lleva el mismo estilo de faros, mientras que el diseño de la parte trasera es similar a la del Ateca. En el pilar C tiene una moldura cromada que incluye una X, símbolo habitual de los crossovers; esta moldura tiene como función separar la parte del techo de la carrocería,dándole también la estética de un techo flotante. SEAT ha querido que este modelo tenga más opciones de personalización, pudiendo escoger el techo en otro tono entre 3 opciones: negro, gris y naranja, dando al modelo un aspecto bicolor y más juvenil.
El interior es igual al del Ibiza, con pequeños retoques en algunos materiales y molduras.
En 2021 el Arona recibe un pequeño rediseño, el exterior recibe nuevo parachoques, cambia el interior de los faros convencionales, las versiones con antiniebla delantero se posicionan en una posición más alta muy parecido al del modelo Cupra Formentor y añade la nueva tipografía del nombre del modelo en forma de firma en el portón trasero, además de nuevas llantas, mientras que su interior es renovado totalmente con un nuevo salpicadero y volante.
|                                         |
| SEAT Ibiza Arona rediseño 2021 frontal. |

|                                         |
| SEAT Ibiza Arona rediseño 2021 trasera. |

### Motorizaciones
El SEAT Arona dispone de 6 motorizaciones, motores de 3 y 4 cilindros, todos ellos sobrealimentados, de inyección directa y con sistema Start & Stop de serie, a la par también de una versión híbrida gasolina / GNC de gas natural comprimido. 
En el apartado diésel encontramos el motor 1.6 TDI disponible en versiones de 95 y 115 CV, mientras que en el de gasolina encontramos el motor tricilíndrico TSI de 1.0 litros en versiones de 95 y 115, además del 1.5 TSI de 150 CV que podemos encontrar en el nuevo Volkswagen Golf. Por último, la versión de GNC está asociada al motor gasolina 1.0 TGI de 90 CV.
Fuera de Europa se ofrece también con motor gasolina atmosférico de 1,6 litros y 110 CV.

### Acabados
Los acabados del nuevo modelo son los habituales que ofrece la marca ( Reference, Style, Xcellence y FR ) en un principio.

### Ediciones especiales/Series limitadas
| 2018 | SEAT Arona Beats              | Xcellence |  |
| Edición exclusiva puesta a la venta en 2018, se caracteriza por el decorado y equipamiento específico; el exterior cuenta con detalles naranjas en los retrovisores y moldura de las antiniebla, la carrocería es bicolor en dos opciones : gris oscuro con techo naranja o a la inversa, en la parte del portón trasero lleva el logotipo Beatsaudio. El interior cuenta también con detalles en naranja como la moldura de la pantalla, bordados y tapicería exclusiva para esta versión, además de contar con el retrovisor interior con las palabras en color naranja pausa, play y stop, además que cada uno de los pedales lleva también el símbolo pausa en el embrague, stop en el freno y play en el acelerador. Lleva también estriberas con el nombre de la edición, iluminación ambiental en blanco o naranja, cuadro digital y el gran equipo de música Beats. |                               |           |  |
| 2019 | SEAT Arona Urban Sport Line   | Style     |  |
| edición limitada a 250 unidades para (Francia) 2019, el modelo incluye el kit aerodinámico de carrocería de SEAT Sport, dispone de las motorizaciones 1.0 TSI 115 CV y 1.6 TDI de 95 CV, como accesorio incluye el patinete eléctrico eXS de SEAT. |                               |           |  |
| 2023 | SEAT Arona Marina             | Xperence  |  |
| edición limitada 2023, el modelo incluye un pack interior con tejidos grisáceo y materiales reciclados procedentes del océano y del entorno urbano. |                               |           |  |
| 2024 | SEAT Arona FR Limited Edition | FR        |  |
| edición limitada 2024, a diferencia de un FR habitual este añade el color Gris Graphene para su carrocería, además de llantas en 18 pulgadas en color Gris Cosmo y logotipos, mientras que el interior cuenta con asientos delanteros tipo bucquet, salidas de ventilación de color gris, con las molduras decorativas de puerta y consola central en aluminio oscuro mate. Equipa las motorizaciones 1.0 TSI o 1.5 TSI. |                               |           |  |

### Seguridad
El SEAT Arona realizó las pruebas de choque de la EuroNCAP en el año 2017, y consiguió una calificación total de 5 estrellas:
| Calificación total:        | 5/5 estrellas |
| Ocupantes adultos:         | 95 %          |
| Ocupantes infantil:        | 80 %          |
| Peatones:                  | 77 %          |
| Asistencia a la seguridad: | 60%           |